# Lars Angerdal
Lars Göran Angerdal, född 28 augusti 1937 i Örebro, död 21 november 2006 i Uppsala, gift med Sonja Angerdal, var organist och körledare i Uppsala domkyrka, tillika grundare av de sakrala körerna Schola Cantorum (1972) och Collegium Cantorum (1983). Han grundade också Uppsala domkyrkas flickkör (1967). 
Angerdal studerade kördirigering från 1957 till 1962 för Eric Ericson vid Kungliga Musikhögskolan i Stockholm. Från 1962 till 1963 studerade han orgelspel för Michael Schneider vid Berlins Musikakademi. Han gav många konserter i Europa, USA och Asien, både som dirigent och som orgelsolist.
Angerdal är begravd på Danmarks kyrkogård.

## Diskografi
- 1997 – Orgelmusik i Uppsala Domkyrka.[3]

- 2000 – The Messiah.[4]

- 2000 – From Generation to Generation.[5]

## Utgåvor
- 1981 - Organistpraxis
- Orgelmusik vid begravningsgudstjänst
- Orgelmusik vid begravningsgudstjänst 2
- Preludium och fughetta
- Prelude
- Tvåstämmigt för diskantkör 1
- Tvåstämmigt för diskantkör 2
- Trestämmigt för diskantkör 1
- Trestämmigt för diskantkör 2
- Himlen gläder sig
- Lyft nu din blick, den stund är när
- Doppsalm
- Rorate coeli desuper - Jag som gör ljus och mörker